# Timori kakukkbagoly
A timori kakukkbagoly (Ninox fusca) a madarak osztályának bagolyalakúak (Strigiformes) rendjéhez, a bagolyfélék (Strigidae) családjához tartozó faj.

## Rendszerezése
A fajt Louis Pierre Vieillot francia ornitológus írta le 1817-ben, a Strix nembe Strix fusca néven. Önálló fajként való elfogadása, még vitatott, sokak szerint, csak az ausztrál kakukkbagoly (Ninox boobook) alfaja Ninox boobook fusca néven is.

## Előfordulása
Indonéziához és Kelet-Timorhoz tartozó, Timor szigetén honos.

## Természetvédelmi helyzete
Az elterjedési területe kicsi. A Természetvédelmi Világszövetség Vörös listáján nem szerepel.